# Лузки (Соколовський повіт)
Лузки (пол. Łuzki) — село в Польщі, у гміні Яблонна-Ляцька Соколовського повіту Мазовецького воєводства. Населення — 279 осіб (2011).

## Історія
За даними етнографічної експедиції 1869—1870 років під керівництвом Павла Чубинського, у селі переважно проживали римо-католики, меншою мірою — греко-католики, які здебільшого розмовляли українською мовою.
У 1975—1998 роках село належало до Седлецького воєводства.

## Демографія
Демографічна структура станом на 31 березня 2011 року:
|          | Загалом | Допрацездатний вік | Працездатний вік | Постпрацездатний вік |
| -------- | ------- | ------------------ | ---------------- | -------------------- |
| Чоловіки | 139     | 22                 | 93               | 24                   |
| Жінки    | 140     | 28                 | 75               | 37                   |
| Разом    | 279     | 50                 | 168              | 61                   |